# أم حكيم بنت يحيى
أم حكيم بنت يحيى كانت امرأة نبيلة من الامويين في القرن الثامن وزوجة رئيسية مشهورة للخليفة الأموي العاشر هشام بن عبد الملك .

## حياتها
في البداية، تزوجت إحدى بنات يحيى، آمنة، من ابن عبد الملك، هشام. ولكن آمنة ماتت وتزوج هشام ابنة يحيى الأخرى شقيقتها أم حكيم. كانت أم الحكيم الزوجة المفضلة لهشام. وهي ابنة يحيى بن الحكم، شقيق الخليفة مروان بن الحكم (حكم 684–685)، وجد هشام لأبيه، وأمها زينب بنت عبد الرحمن، حفيدة القائد المخزومي المعروف الحارث بن هشام، أحد قادة الفتح الإسلامي في بلاد الشام.
اشتهرت أم الحكيم، مثل والدتها، بجمالها وحبها للشراب. وقد أنجبت من هشام خمسة أبناء، من بينهم سليمان، ومسلمة، ويزيد الأفقم، ومعاوية.

سعت أم الحكيم خلال حكم زوجها إلى دعم ترشيح ابنها مسلمة لولاية العهد.